# Можи дас Крузис
Можи дас Крузис е община в щата Сао Пауло, Югоизточна Бразилия. Има население от 387 241 жители (2010 г.) и площ от 725 кв. км. Разположен е на 780 м н.в. Намира се на 40 км източно от Сао Пауло. Основан е през 1560 г. Средната годишна температура е 20 °C, най-студеният месец е юли (средна температура 15 °C), а най-топлият февруари (средна температура 23 °C).

## Личности
- Неймар да Силва, футболист